# Paweł (Sabbatowski)
Paweł, imię świeckie Kosma Wasiliewicz Sabbatowski, także spotykany wariant: Subotowski (ur. 1771 w Zazimju, zm. 26 stycznia?/7 lutego 1832 w Astrachaniu) – rosyjski biskup prawosławny.

## Życiorys
Pochodził z rodziny chłopskiej z guberni czernihowskiej, był najmłodszym z trzech braci. Po śmierci obojga rodziców jego starszy brat oddał go na wychowanie krewnym, co umożliwiło mu naukę czytania i pisania w szkole przy cerkwi w kijowskiej dzielnicy Padół. Opiekunowie chłopca, widząc jego zdolności do nauki, poprosili przełożonego monasteru Objawienia Pańskiego w Kijowie, by ten przyjął go do wspólnoty jako posłusznika. Gdy i w klasztorze Kosma Sabbatowski wykazał się znacznymi zdolnościami, umożliwiono mu podjęcie studiów w Kijowskiej Akademii Duchownej, które ukończył. Następnie razem ze swoim protektorem wyjechał do Smoleńska, gdzie złożył wieczyste śluby mnisze. Został skierowany do pracy w miejscowym seminarium duchownym, a w 1810 został jego rektorem, otrzymując równocześnie godność archimandryty i przełożonego monasteru św. Abrahama w Smoleńsku.
W 1812 archimandryta Paweł wyjechał razem z biskupem smoleńskim do Charkowa, opuszczając Smoleńsk przed wejściem do miasta wojsk napoleońskich. W podróży hierarcha zmarł; archimandryta dotarł do Charkowa samotnie i 17 lutego 1817 został wyświęcony na biskupa charkowskiego. Na katedrze pozostawał przez dziewięć lat, po czym objął urząd biskupa astrachańskiego. Biskupem astrachańskim był do śmierci, zmarł w 1832 i został pochowany w dolnej cerkwi katedralnego soboru Zaśnięcia Matki Bożej.